# Kittsgimpeltangare
Die Kittsgimpeltangare, auch Saint-Christopher-Rotkopfgimpelfink genannt, (Melopyrrha grandis, Syn.: Pyrrhulagra portoricensis grandis, Loxigilla portoricensis grandis) ist eine ausgestorbene Vogelart innerhalb der Familie der Tangaren (Thraupidae). Die Art wird von manchen Autoren auch als Unterart der Rotkopf-Gimpeltangare (Melopyrrha portoricensis) aufgefasst.

## Merkmale

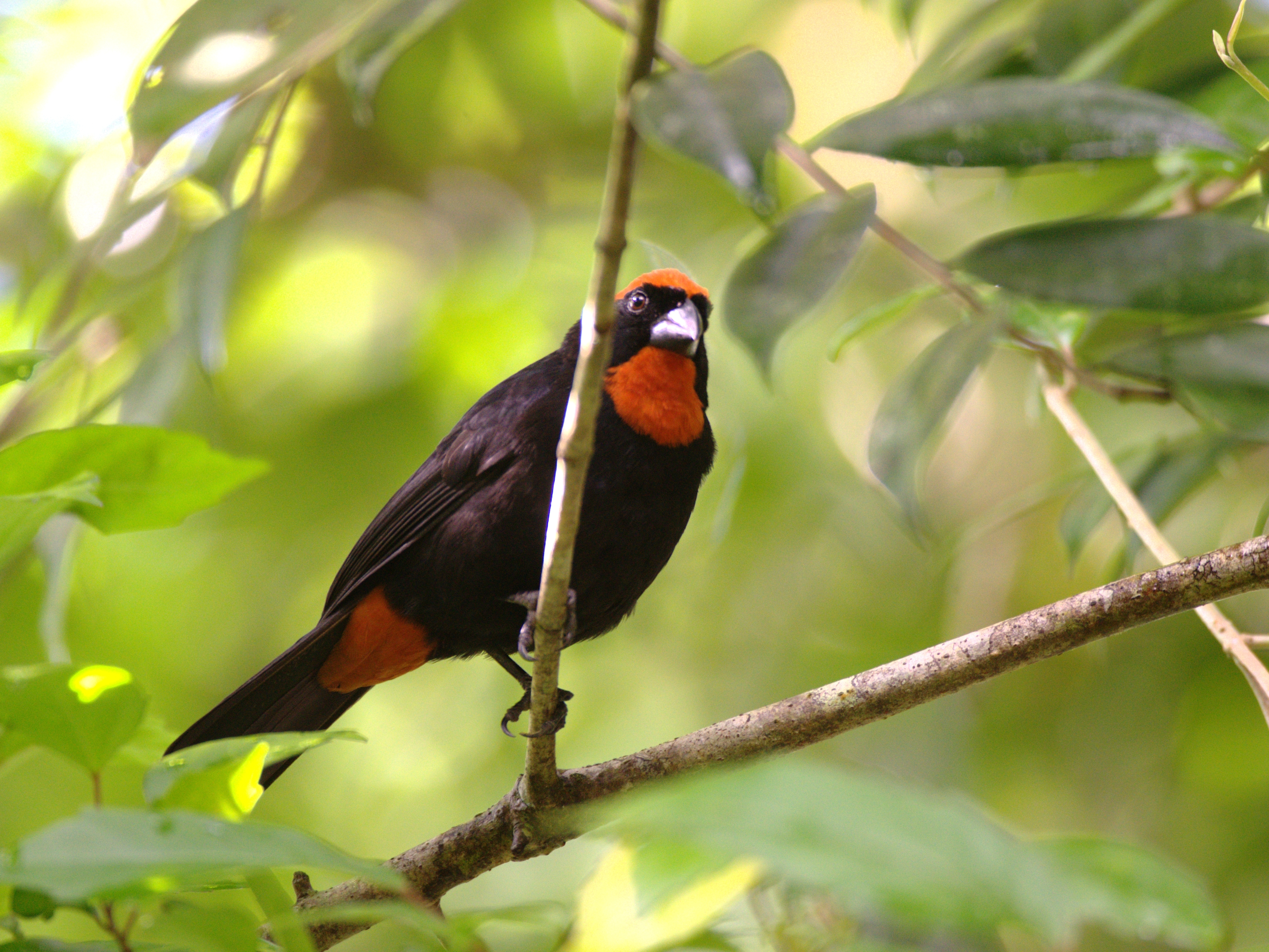
Im Vergleich zur hier abgebildeten Art der gleichen Gattung, der Rotkopf-Gimpeltangare (Melopyrrha portoricensis), war das Gefieder der Kittsgimpeltangare etwas glänzender.

Die Kittsgimpeltangare erreichte eine Länge von 15 cm. Das Gefieder war einfarbig stumpf glänzend schwarz. Der Oberkopf, die Kehle und die Unterschwanzdecken waren terrakottafarben. Der Analbereich war mit schwarzen Flecken bedeckt. Der Schnabel, die Füße und die Beine waren schwarz. Bei den juvenilen Vögel waren der Scheitel, der Bereich über den Augen und die Kehle mit wenigen roten Federn durchsetzt. Die Unterseite war bräunlich-beige mit einer zimtfarbenen Tönung. Die Steißfedern waren dunkelgrau. Rücken und Bürzel waren bräunlich mit einer rötlich-oliven Tönung. Auf der Oberbrust befand sich ein ausgeprägter Fleck. Die Kittsgimpeltangare war größer und glänzender als die Rotkopf-Gimpeltangare.

## Vorkommen und Sympatrie
Storrs Lovejoy Olson nimmt an, dass die Kittsgimpeltangare in der Vergangenheit nicht nur auf St. Kitts (früher Saint Christopher) vorkam, sondern auch anderswo auf dem Archipel St. Kitts und Nevis, einschließlich der Inseln Nevis und Sint Eustatius, die aufgrund des niederen Meeresspiegels während der letzten Eiszeit mit St. Kitts verbunden waren. Obwohl kein subfossiles Material der Kittsgimpeltangare von Nevis und Sint Eustatius bekannt ist, wurde Olsons Annahme offenbar bestätigt, nachdem in einer fossilen Lagerstätte auf Barbuda ein Rostrum von diesem oder einem nahe verwandten Taxon zu Tage gefördert wurden.  Olson nimmt ferner an, dass das eingeschränkte Vorkommen der Kittsgimpeltangare in den Bergwäldern eine Anpassung an die Lebensraumzerstörung in den Tieflandwäldern war. Die Rotkehl-Gimpeltangare (Loxigilla noctis) wurde irgendwann im späten 19. Jahrhundert auf St. Kitts heimisch, wo er den Tieflandwaldgürtel bewohnt, während die Kittsgimpeltangare auf die Bergwälder beschränkt war. Herbert Raffaeles Annahme, dass die Anwesenheit des kleineren Bartgimpelfinks Auswirkungen auf den Bestand des Kittsgimpeltangare hatte, ist heute nicht mehr haltbar. Jedoch zeigt die frühere Verbreitung beider Taxa auf Barbuda, dass sowohl die Kittsgimpeltangare  als auch die Rotkehl-Gimpeltangare einst sympatrisch in den nördlichen Kleinen Antillen vorkamen.

## Lebensweise
Über die Lebensweise der Kittsgimpeltangare ist nichts bekannt geworden. Vermutlich ähnelte sie der der Nominatform, die heimlich in dichten Wäldern lebt und sich als Allesfresser von Samen, Früchten, Insekten und Spinnen ernährt.

## Aussterben
Als Frederick Albion Ober im Mai 1880 die Typusexemplare sammelte, war die Art, die von den Einheimischen als „Mountain Blacksmith“ („Bergschmied“) bezeichnet wurde, noch relativ häufig am Mount Misery zu beobachten. Gegen 1920 war sie nahezu verschwunden und am 26. Juli 1929 sammelte Paul Bartsch das letzte bekannte Exemplar. Die Gründe für das Verschwinden sind unklar. Der Ornithologe James Bond vermutete eingeführte Äthiopische Grünmeerkatzen (Chlorocebus aethiops) als Hauptursache. Dem ist jedoch entgegenzuhalten, dass eine Anzahl von anderen Gimpeltangaren auf anderen Karibikinseln überlebt hat und das beispielsweise die Barbadosgimpeltangare (Loxigilla barbadensis) mit derselben Affenart auf Barbados koexistiert. Der Ornithologe Herbert Raffaele wies darauf hin, dass Bonds Vermutung höchst unwahrscheinlich ist, da Affen seit dem frühen 18. Jahrhundert wild auf St. Kitts leben. Die Meerkatzen hatten ihren Lebensraum in den Bergschluchten und hielten sich selten hoch in den Bergen auf, wo die Kittsgimpeltangare existierte. Es scheint daher sehr unwahrscheinlich, dass die Meerkatzen zu diesem späten Zeitpunkt das Aussterben dieser Gimpeltangaren-Art verursacht haben könnten. Raffaele vermutete dagegen zwei zerstörerische Hurrikane, die 1899 auf St. Kitts einfielen, als Hauptursache. Wenn auch ungenau, hatte die massive Entwaldung, wie sie auf St. Kitts stattgefunden hat, die Auswirkungen von Hurrikanen auf die Vogelpopulationen der Insel verschlimmert und die ohnehin abnehmende Population der Kittsgimpeltangare drastisch reduziert. Nachdem Suchexpeditionen von Herbert Raffaele (1972), Marvin Ralph Browning (1977) und David William Steadman (1982) vergeblich verliefen, gibt es kaum noch Zweifel daran, dass diese Unterart tatsächlich ausgestorben ist.